# Gonitwa
Gonitwa – próba selekcyjna dla koni tej samej rasy rozgrywana na określonym dystansie. Jest przeprowadzana na torach wyścigowych zgodnie z regulaminem wyścigów konnych. Ma na celu sprawdzenie i ocenę stopnia dzielności wyścigowej koni.
Potocznie gonitwa oznacza po prostu bieg za czymś (od czasownika gonić będącego tu częścią słowa).